# Alfa Romeo Tipo A
Alfa Romeo Tipo A Monoposto — первый одноместный гоночный автомобиль, разработанный итальянской автомобильной компанией Alfa Romeo. Модель имела два 6C 1750 L6 двигателя, собранные бок о бок и одну трансмиссию. Двигатель выдавал 230 л.с. (172 кВт), максимальная скорость данного автомобиля была 240 км/ч (149 миль/ч).
Лучшее достижение данной модели было на Кубке Ачербо в 1931 году, где Тацио Нуволари пришёл третьим, а Джузеппе Кампари победил. Луиджи Арканджели погиб в Монце в 1931 году во время тестового заезда для Гран-при Италии. Сложная конструкция автомобиля в конечном счете привела к ненадежности. Яно начал разрабатывать новый автомобиль, Tipo B (P3), чтобы исправить старые проблемы. Tipo A был построен только в четырёх экземплярах и только одна реплика сохранилась в Музее Alfa Romeo в Арезе.